# Sabrina Ouazani

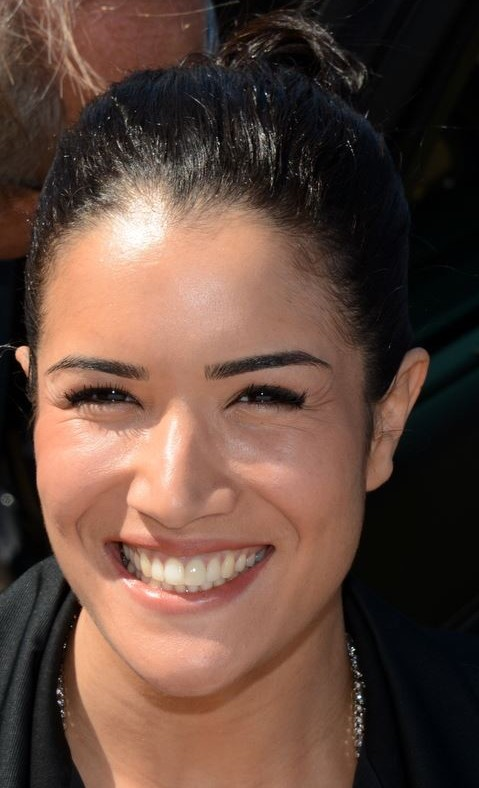
Ouazani, Cannes, 2013

Sabrina Ouazani (Saint-Denis, 6 de diciembre de 1988) es una actriz y directora francesa.

## Biografía
Sus padres emigraron de Argelia en 1984, y ella y sus hermanos nacieron en Francia; comenzó su carrera como actriz en 2005 cuando su madre la inscribió en el casting de “La escurridiza, o cómo esquivar el amor” de Abdellatif Kechiche, y desde ese momento ha trabajado en varias películas, series de televisión u obras de teatro.
Con 20 años, se prometió con el actor Yasmine Belmadi, quien falleció en un accidente de tráfico. Desde 2014 sale con el actor/director Franck Gastambide.

## Filmografía
- 2004:L'Esquive
- 2004:Trois petites filles
- 2005:Fauteuils d'orchestre
- 2006:J'attends quelqu'un
- 2007:Paris
- 2007:La Graine et le Mulet
- 2007:Fait divers
- 2008:Tangerine
- 2009:Adieu Gary
- 2010:Des hommes et des dieux
- 2010:Tout ce qui brille
- 2011:La Source des femmes
- 2012:De l'autre côté du périph
- 2012:Inch'Allah
- 2013: Mohamed Dubois
- 2013:Le Passé
- 2014:De guerre lasse
- 2014:L'Oranais
- 2014:Qu'Allah bénisse la France
- 2015:Antigang
- 2016:Pattaya
- 2016:Toril
- 2016:L'Esprit d'équipe
- 2017:The Blue Mauritius
- 2018:Amor ocasional
- 2018:Taxi 5
- 2019:Jusqu'ici tout va bien
- 2020:Une belle équipe
- 2022: Kungf-Fu Zhora
- 2024: Kali  "Angel Vengador"